# بيلي راي
بيلي راي (بالإنجليزية: Billy Ray)‏ هو كاتب سيناريو ومخرج أفلام أمريكي.
بدأ مسيرة الكتابة للتلفزيون والأفلام عام 1994 بفيلم لون الليل. ثم كتب العديد من الأفلام من بينها بركان وهارتس وار. يعد واحدًا من مبدعي كتابة الخيال العلمي الذي وظفه في مسلسل الأرض 2.
في 10 أغسطس 2015، أعلن أنه سيقوم بكتابة سيناريو فيلم بعنوان الشيطان في المدينة البيضاء الذي سيخرجه المخرج مارتن سكورسيزي، والذي سيضم النجم ليوناردو ديكابريو.

## أعماله

### سيناريو
- 1994 : لون الليل (فيلم)
- 1997 : بركان (فيلم 1997)
- 2002 : هارتس وار
- 2003 : زجاج مكسر (فيلم)
- 2004 : المشبوه صفر
- 2005 : خطة رحلة (فيلم)
- 2007 : خرق (فيلم)
- 2009 : حالة اللعب (فيلم)
- 2012 : مباريات الجوع (فيلم)
- 2013 : القبطان فيليبس
- 2015 : السر في أعينهم
- 2017 - 2016 : التاجر الأخير (مسلسل)
- 2018 : أفرلورد (فيلم)

### مخرج
- 2003 : زجاج مكسر (فيلم)
- 2007 : خرق (فيلم)
- 2015 : السر في أعينهم
- 2017 - 2016 : التاجر الأخير (مسلسل)